# Neuvy-Deux-Clochers
Neuvy-Deux-Clochers település Franciaországban, Cher megyében. Lakosainak száma 257 fő (2022. január 1.). Neuvy-Deux-Clochers Crézancy-en-Sancerre, Humbligny, Montigny, Neuilly-en-Sancerre és Veaugues községekkel határos.

## Népesség
A település népességének változása:
| Lakosok száma | 422  | 345  | 305  | 301  | 300  | 297  | 280  | 271  | 269  | 257  |
|               | 1968 | 1982 | 1990 | 2006 | 2013 | 2015 | 2017 | 2019 | 2020 | 2022 |